# Phấn bì
Phấn bì là một loại mì của Trung Quốc. Nó trong suốt, mỏng và được chia thành từng miếng nhỏ. Nó được tìm thấy nhiều nhất ở Trung Quốc đại lục và ở một số vùng nơi có người Hoa sinh sống.

## Mô tả
Giống với miến, phấn bì được làm từ đậu xanh và chỉ khác nhau ở hình dạng. Các miếng mì có chiều rộng khoảng 1 cm, giống như sợi mì fettuccine. Chúng được sản xuất ở tỉnh Sơn Đông phía đông Trung Quốc (nơi cũng sản xuất miến), cũng như ở thành phố phía bắc Thiên Tân, và có kết cấu dẻo, dai hơn sợi mì mỏng hơn.

## Sử dụng
Phấn bì được sử dụng cho các món nguội, lẩu và các món xào, kết hợp với thịt thái lát và/hoặc hải sản, rau và gia vị.